# Gersekarát
Gersekarát è un comune dell'Ungheria di 773 abitanti (dati 2001). È situato nella contea di Vas.